# Die vierte Hand
Die vierte Hand (2001, Originaltitel: The Fourth Hand) ist der zehnte Roman des US-amerikanischen Schriftstellers John Irving. Die Übersetzung stammt von Nikolaus Stingl.

## Handlung
Hauptdarsteller ist Patrick Wallingford, der für einen Nachrichtensender als Journalist tätig ist. Zu Beginn der Geschichte gilt er eher als Schürzenjäger denn als seriöser Journalist. Bei einem Auftrag in Indien beißt ein Löwe ihm vor laufender Kamera eine Hand ab. Von da an kennt ihn die ganze Welt als den „Löwenmann“.
Im Verlauf der Handlung stößt er auf der Internetseite www.needahand.com auf Dr. Zajac, einen Experten im Bereich der Handchirurgie. Dieser möchte bei ihm die erste erfolgreiche Handtransplantation der Welt durchführen. Als möglicher Spender kommt ein gewisser Otto Clausen in Frage. Mr. Clausen ist glücklich verheiratet. Das Einzige, was dem Ehepaar Clausen fehlt, ist ein Kind. Bei einem tragischen Unfall am Superbowl-Sonntag kommt Mr. Clausen ums Leben. Mrs. Clausen, welche ihren Mann darum gebeten hatte, sich als Organspender zu bewerben, bringt die Hand sofort nach Boston zu Dr. Zajac. Dort trifft sie auf Patrick Wallingford, den sie um ein Kind bittet, woraufhin es zum Geschlechtsakt kommt. Am Ende des Tages ist Patrick Wallingford um eine Hand reicher und Doris Clausen schwanger. Doris Clausen hat vor der Transplantation dafür gesorgt, dass sie und ihr (zu dem Zeitpunkt noch ungeborenes) Kind ein Besuchsrecht bei der Hand erhalten. Damit ist der mittlerweile in Mrs. Clausen verliebte Patrick Wallingford einverstanden.
Im Laufe des folgenden Jahres mausert sich Patrick Wallingford zu einem seriösen, mitfühlenden Nachrichtensprecher. Auch als sein Körper nach einem Jahr die Hand wieder abstößt, hält diese Veränderung bei ihm an, obwohl seine Verbindung mit Mrs. Clausen nicht mehr besteht.

## Ausgaben
- John Irving: The fourth hand. Ballantine Books, New York 2002, ISBN 0-345-44934-7.
  - deutsch: Originalausgabe (2 Wochen lang im Jahr 2002 auf dem Platz 1 der Spiegel-Bestsellerliste)
  - deutsch: Die vierte Hand. Diogenes, Zürich 2003, ISBN 3-257-23370-1 (übersetzt von Nikolaus Stingl).
  - Hörbuch: Die vierte Hand. Ungekürzte Lesung. Random House Audio, Köln 2013, ISBN 978-3-8371-1940-4 (10 CDs, gelesen von Rufus Beck).